# Grabik (Čazma)
Pour les articles homonymes, voir Grabik.
Grabik est un village appartenant à la municipalité de Čazma et située dans le comitat de Bjelovar-Bilogora en Croatie. En 2021, le village compte 55 habitants.